# Harold Matson
Harold Matson (26 de febrero de 1898 - 5 de enero de 1988) era un agente literario americano y fundador de la Compañía de Harold Matson. Sus clientes incluyeron a Evelyn Waugh, a C. S. Forester, a Arthur Koestler, a Malcolm Lowry William Saroyan, a Allen Drury, a Roberto Ruark, a Herman Wouk, a Evan S. Connell, a Flannery O'Connor ya Richard Condon.

## Vida personal
Matson nació en Grand Rapids, Míchigan y creció en San Francisco.

## Carrera
El New York Times llamó a Matson "una de las figuras más influyentes en la publicación de libros". La venta de $106.000 de los derechos de bolsillo de la novela de Robert Ruark Something of Value estableció un récord en ese momento. En su muerte, Ruark dejó su coche de Rolls-Royce a Matson.